# گلبرگ‌دمان
گلبرگ‌دُمان (نام علمی: Petaluridae) نام یک خانواده از زیرراسته آسیابک است.